# Jirō Horikoshi
Jirō Horikoshi (堀越 二郎?, Horikoshi Jirō; Fujioka, 22 giugno 1903 – Tokyo, 11 gennaio 1982) è stato un ingegnere aeronautico giapponese, noto per aver progettato famosi caccia giapponesi della seconda guerra mondiale, tra cui il celeberrimo Mitsubishi A6M Zero.

## Biografia
Jirō Horikoshi nacque presso la città di Fujioka, Prefettura di Gunma, nel 1903 ed entrò nel 1924 come studente nell'Università imperiale di Tokyo, laureandosi nel 1927 presso il da poco costituito Laboratorio di Aviazione (Kōkū Kenkyūjo) della facoltà di ingegneria. Suoi compagni di corso furono Takeo Doi e Hidemasa Kimura.

### La carriera in Mitsubishi

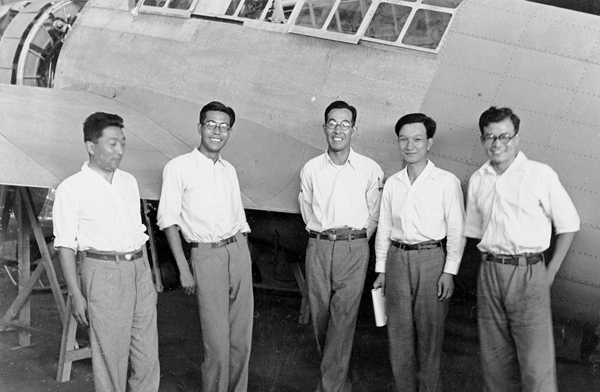
Jirō Horikoshi (al centro) con il suo gruppo di lavoro nel 1937

Dopo la laurea venne assunto presso gli impianti aeronautici della Mitsubishi a Nagoya, divenendone il direttore dell'ufficio tecnico e capo progettista. Sotto la sua supervisione furono progettati e costruiti i primi caccia monoplani della Mitsubishi, quali il Ki-33 e l'A5M, quest'ultimo divenuto il primo caccia monoplano imbarcato utilizzato dal Servizio Aeronautico della Marina Imperiale giapponese (Dai-Nippon Teikoku Kaigun Kōkū Hombu). Dato il successo di questo velivolo, costruito in oltre mille esemplari, nel 1937 Horikoshi fu incaricato di progettarne il successore, inizialmente denominato Prototype 12 perché progettato nel dodicesimo anno del Periodo Shōwa, che, entrando in servizio nel 1940 (anno imperiale 2600 secondo il calendario giapponese), fu pertanto ufficialmente denominato caccia tipo Zero (Rei-sen), il più noto tra i velivoli giapponesi del secondo conflitto mondiale, che venne costruito in oltre diecimila esemplari.
Altri significativi velivoli progettati da Horikoshi durante la guerra per la Marina Imperiale furono il J2M Raiden e l'A7M Reppu, quest'ultimo ideato quale successore dello Zero, ma rimasto allo stato di prototipo.

### Durante la guerra
Nonostante lavorasse in un'azienda fortemente legata all'industria bellica, Horikoshi era fortemente contrario a quella che riteneva una guerra futile, come argomentò anche in alcuni estratti del suo diario, scritto nel 1945 e pubblicato nel 1956.
Il 7 dicembre 1944, un forte terremoto nella regione del Tokai costrinse Mitsubishi a fermare la produzione di uno stabilimento nei dintorni di Nagoya. Nei giorni successivi, inoltre, alcuni attacchi aerei degli Alleati costrinsero Mitsubishi a evacuare altri stabilimenti. Il dipartimento di Horikoshi fu quindi spostato in una scuola requisita, alla periferia di Nagoya. 
Esausto e sottoposto a ritmi di lavoro particolarmente gravosi, il 25 dicembre Horikoshi si ammalò di pleurite e fu costretto a letto fino ad aprile. Durante questo periodò curò il suo diario, scrivendo in particolare dei bombardamenti incendiari degli Alleati su Nagoya e dell'operazione Meetinghouse a Tokyo. Alla fine di questo periodo, Nagoya era stata in larga parte distrutta.
Dopo un periodo di convalescenza, a luglio ritornò al lavoro. Scrisse nel suo diario che i lavoratori erano ormai del tutto demoralizzati dagli attacchi aerei, e l'industria bellica era caduta nel caos. Già ai primi di agosto la gran parte dei lavoratori Mitsubishi aveva smesso di lavorare, ritenendo imminente la resa.

### Dopoguerra e carriera accademica

Horikoshi tra Giuseppe Gabrielli e Willy Messerschmitt nel 1967, tre dei più famosi progettisti delle Potenze dell'Asse

Dopo la guerra, quando le industrie ripresero la produzione di aerei, progettò anche il NAMC YS-11 con Hidemasa Kimura. Lasciata la Mitsubishi e l'attività di progettista, dal 1963 al 1973 si dedicò all'insegnamento, dapprima presso l'Università di Tokyo, poi presso l'Accademia Nazionale di Difesa e in ultimo presso la facoltà di ingegneria della Nihon University.
Nel 1953, con il generale Masatake Okumiya, già pilota da caccia della Marina Imperiale, pubblicò Reisen, tradotto nel 1957 da Martin Caidin in inglese con il titolo di Zero!: the story of the Japanese Navy Air Force, 1937-1945, che ebbe successo di vendite e di cui è stata ripubblicata nel 2004 una riedizione con il titolo Zero: The Story of Japan's Air War in the Pacific - As Seen by the Enemy. Il libro include anche il diario di guerra di Horikoshi.
Nel 1970 pubblicò in Giappone un'autobiografia, in seguito tradotta in inglese con il titolo Eagles of Mitsubishi: the story of the Zero Fighter.
Nell'autunno 1973 Horikoshi venne insignito dell'Ordine del Sol Levante di terza classe che, dopo la sua morte, avvenuta nel 1982, fu promosso postumo al grado superiore.

## Nella cultura di massa
Jirō Horikoshi è il protagonista del lungometraggio d'animazione Si alza il vento di Hayao Miyazaki, tratto da un breve manga dello stesso Miyazaki ispirato all'omonimo romanzo di Tatsuo Hori, uscito nelle sale giapponesi il 20 luglio 2013  e presentato in concorso alla 70ª Mostra internazionale d'arte cinematografica di Venezia del 2013. Tuttavia, i dettagli della vita personale di Jiro Horikoshi nel film sono per lo più fittizi.  Ad esempio, aveva un fratello maggiore, non una sorella minore, sua moglie non soffriva di tubercolosi e lui non fumava.  Questi elementi aggiuntivi della trama furono adattati da Miyazaki dal romanzo di Tatsuo Hori del 1937 Il vento si è alzato.